# Paulus (exarch van Ravenna)

Paulus was van 723 tot zijn dood in 727 exarch van Ravenna.
Hij is waarschijnlijk dezelfde persoon als de Byzantijnse Dux Paulicius die rond 697 de grens bij Heraclea versterkte. In latere geschriften van Johannes de Diaken die de eerste geschiedenis van Venetië schreef is sprake van ene Paolucco Anafesto die in 697 tot eerste doge van Venetië gekozen zou zijn. Daar is echter in eerdere bronnen niets van terug te vinden. Paolucco de Doge is waarschijnlijk in werkelijkheid de Byzantijnse Dux Paulicius.
Paul werd naar het exarchaat Ravenna gestuurd omdat de inwoners met paus Gregorius II op kop, weigerden de verhoogde belastingen, opgelegd door keizer Leo III van Byzantium te betalen. Paulus kreeg de opdracht de paus gevangen te nemen en indien nodig uit de weg te ruimen. In 726 vaardigde Leo III een edict uit in verband met het iconoclasme, dat was koren op de molen.  In 727 kwam het tot openlijke rebellie tegen de keizer in het Exarchaat. Paul werd vermoord en plaatselijk kozen de garnizoenen hun eigen leiders die hun onafhankelijkheid uitriepen. 